# Wiktor Żytłowski
Wiktor Żytłowski, ps. Bertyński  (ur. 1900 w  Żytomierzu, zm. 3 listopada 1937  w Kommunarce) – komunista, zastępca członka Komitetu Centralnego Komunistycznej Partii Polski (1930-35), członek KC KPP (1935-37), pracownik aparatu Komitetu Wykonawczego Kominternu, funkcjonariusz  Wydziału Specjalnego (kontrwywiadowczego) OGPU/NKWD.

## Życiorys
Pochodził z rodziny żydowskiej, uzyskał średnie wykształcenie. Członek KPRP od 1920, jeden z przywódców organizacji partyjnej w Łodzi i członek komitetu okręgowego partii. W latach 1921–24 więziony. Od 1924 w ZSRR.  Członek WKP(b).  Pracownik Komitetu Wykonawczego Kominternu. Funkcjonariusz Wydziału Specjalnego OGPU w Moskwie, w latach 1926-28 zastępca szefa wydziału OGPU. Po przejęciu na VI plenum KC KPP (18-25 czerwca 1929, Berlin) władzy  w partii przez frakcję „mniejszości” z  Julianem Leszczyńskim-Leńskim na czele Żytłowski został mianowany na sekretarza utworzonej wówczas Komisji Bezpieczeństwa przy Biurze Politycznym KC KPP.  Komisja zajmować się miała „walką z prowokacją w partii”.  Na V zjeździe KPP (16—29 sierpnia 1930 Peterhof k. Leningradu) wybrany do KC KPP jako zastępca członka KC, od 1935 członek KC. Członek Sekretariatu Krajowego KC KPP. Delegat na III, IV i V Kongres Kominternu.
Jako pierwszy, już w 1930 wysuwał tezy o „piłsudczykowskiej prowokacji” w KPP.   Wyłożył  je  obszerniej w 1934 w broszurze U źródeł peowiackiej prowokacji w KPP.
W okresie „wielkiej czystki”  15 maja 1937 aresztowany przez NKWD. 1 listopada 1937  zatwierdzony przez Stalina i Mołotowa do rozstrzelania na liście obok 143 innych. 3 listopada 1937 skazany na śmierć przez Kolegium Wojskowe Sądu Najwyższego ZSRR z zarzutu  o udział w terrorystyczno-dywersyjnej organizacji szpiegowskiej. Rozstrzelany tego samego dnia w miejscu egzekucji Kommunarka pod Moskwą, pochowany anonimowo. 
Zrehabilitowany 9 maja 1956 postanowieniem Kolegium Wojskowego SN ZSRR.